# Северный (Чувашия)
Се́верный (чув. Северный посёлокӗ) — посёлок в Чебоксарском городском округе Чувашской Республики России. Подчинён Московскому району города Чебоксары и входит в Заволжское территориальное управление.

## География
Посёлок находится в левобережной части города Чебоксары (Заволжье), вблизи с границей Республики Марий Эл, в лесной местности вблизи реки Шум. Является самой отдаленной частью города Чебоксары.

## История
Основан на месте построенного в 1959 году торфобрикетного завода, позже названного Когуярским. 
Утверждён в черте города Чебоксары 23 апреля 1964 года, в подчинении Чебоксарскому городскому совету — с 23 апреля 1964 года. С 23 апреля 1973 года, после создания в Чебоксарах трёх административных районов, посёлок — в подчинении Московскому райсовету. Поселковый совет — Сосновский (с 29 августа 1968 года, до этой даты подчинялся прямо госсовету). 
Согласно Закону Чувашской Республики от 24 ноября 2004 года № 37 посёлок вошёл в состав городского округа.

## Население
| 2010 |
| ---- |
| 477  |

## Инфраструктура
В 2018 году опубликован план развития посёлка. В нём отведено место для строительства коттеджей, детского сада на 45 мест (старый будет снесён), административного здания (600 кв. м), многофункционального центра, двух магазинов товаров первой необходимости, остановочного павильона со служебными помещениями обслуживающего персонала.
В июле 2018 года завершились пусконаладочные работы системы доочистки питьевой воды, в декабре началось строительство станции биологической очистки сточных вод.
В 2019 году утверждена инвестиционная программа по развитию тепловых сетей в городе Чебоксары на 2020—2022 годы, согласно которой запланировано проведение в 2020—2022 годах проектно-изыскательских работ по строительству трёх блочно-модульных котельных в посёлках Северный, Сосновка и Октябрьский (в связи с предстоящей газификацией Заволжья).
К концу 2021 года запланирована газификация посёлка.

## Транспорт
К посёлку идёт асфальтированная дорога 97 ОП МЗ 97Н-033 (автодорога «Вятка» — пос. Северный).
В посёлке одна автобусная остановка. Перевозки общественным транспортом осуществляются автобусом №19 (Сосновка — Северный) и маршрутными такси №333, №2707 (Чебоксары — Северный). 